# Antoni Grabowski
Pour les articles homonymes, voir Grabowski.
Antoni Franciszek Grabowski (né le 11 juin 1857 et mort le 4 juillet 1921) est un ingénieur chimiste polonais. Surnommé le père de la poésie en espéranto. Il a commencé à s'intéresser à l'espéranto dès la publication de la première méthode d'apprentissage (Langue Internationale) et a été le premier à parler en espéranto avec Zamenhof. Il a longtemps présidé la Société Polonaise d'espéranto et dirigé la section Grammaire de l'Académie d'espéranto à partir de 1908.

## Biographie

### Jeunesse
Antoni Grabowski nait le 11 juin 1857 à Neuguth en Prusse, aujourd’hui Nowe Dobra (en), en Pologne. Ses parents sont Franciszek Grabowski et Antonina Grabowska, née Sumińska. Durant son enfance, sa famille déménage dans le Royaume du Congrès. Toutefois, il revient faire ses études en Prusse (qui deviendra l’Empire allemand en 1871). Entre 1873 et 1879, il étudie au gymnasium de Toruń, avant d’étudier, entre 1879 et 1882, la philosophie, les langues, la chimie et les sciences naturelles à l’université de Breslau. Il obtient son diplôme d'ingénieur chimiste à Breslau.[réf. nécessaire]

### Volapük et espéranto
En 1886, il apprend le volapük et rejoint le club volapükiste de Vienne. En 1887, il apprend l’espéranto. Il est référencé au numéro 296 dans l’Adresaro. Durant l’été 1887, il achète le livre Langue Internationale, avec lequel il pratiquera l’espéranto en traduisant du russe la nouvelle La Tempête de neige d’Alexandre Pouchkine. Cette traduction est le premier livre de littérature édité en espéranto. En 1888, il rencontre Louis-Lazare Zamenhof, initiateur de l’espéranto, à Varsovie. La discussion se déroule en espéranto, et est considérée comme la première discussion en espéranto entre deux espérantistes.
En 1893, Antoni Grabowski édite la première anthologie de poésie en espéranto : La Liro de la Esperantistoj (« La Lyre des Espérantistes »). Cette anthologie regroupe des poèmes de plusieurs poètes : Vasilij Devjatnin (eo), Edgar de Wahl,  Feliks Zamenhof, Mezes Goldberg, I. Seleznev et également quelques uns des siens. La publication a été ignorée et oubliée. Toutefois, de nombreux poèmes étaient déjà publiés dans la revue La Esperantisto, et la moitié ont été republiées dans la Fundamento Krestomatio.
À la suite de la proposition de réforme de l'espéranto de 1894, il abandonne l’espéranto durant dix ans. En 1896, il publie ses projets de langues : Lingvo Moderna et Analitic modern Latin.

### Vie professionnelle
Antoni Grabowski travaille comme chimiste à Zawiercie, puis à Varnsdorf. À la fin de l’année 1887, il commence à travailler à Ivanovo. Après 10 ans, il rejoint sa famille à Brzeziny. En 1904, il déménage et commence à travailler à Varsovie. Il participe à l’unification de la terminologie de la chimie en polonais et écrit Pri nia kemia terminologio, un document de référence édité à l’occasion du 9e congrès des médecins et scientifiques naturels polonais. Il participe à la rédaction d’une gazette scientifique, cofonde la Société de Chimie de Pologne et devient membre de sa commission terminologique. 

### Retour à l’espéranto
En 1904, il reprend l’espéranto. Il coorganise la société d’espéranto de Varsovie comme une société fille de celle de Saint-Pétersbourg. Il en devient secrétaire général et vice-président, avant que Zamenhof ne lui laisse le poste de président. Il est également président de l’association polonaise d’espéranto de sa fondation en 1908, jusqu’à sa mort en 1921. Il occupe également les postes de secrétaire du premier congrès d’espéranto en 1905, du vice-président du 8e en 1912. Il est membre du Comité linguistique dès sa création en 1905, ainsi que de l’Académie d’Espéranto dès 1908, dont il occupe la direction de la section consacrée à la grammaire entre 1908 et 1921.

### Vie privée
En 1892, il épouse Bronisława Różycka, avec qui il aura cinq enfants : Irena, Zygmunt, Zofia, Tadeuisz et Adam.

### Mort
Il meurt le 2 juillet 1921 à Varsovie d’un Infarctus du myocarde. Il est enterré au cimetière de Powązki de Varsovie, aux côtés de ses enfants. 

## Contributions à la littérature espérantophone
Le plus important est cependant son travail littéraire et principalement ses traductions d'œuvres poétiques. Ses traductions de prose sont relativement peu nombreuses.
Son travail de traduction est beaucoup plus important dans le domaine de la poésie. Son œuvre majeure est l'anthologie de la poésie internationale Parnaso de Popoloj et plus spécialement Sinjoro Tadeo, poème épique de Miczkiewscz, dont il a fait une traduction très fidèle. Cette dernière est une des œuvres les plus prenantes de la littérature traduite en espéranto, qui a fait de Grabowski le père de la poésie espérantophone. Par ce livre, Grabowski est celui qui fit évoluer la langue poétique. Très tôt, il sut reconnaître qu'une langue qui prétend avoir de la poésie ne peut pas être une langue pauvre en mots, et il ne craignait donc pas l'introduction de mots nouveaux. Son aptitude à trouver des mots nouveaux eut des résultats souvent heureux : des 209 néologismes de Sinjoro Tadeo, plus de la moitié entrèrent dans le Plena Vortaro de Esperanto (Dictionnaire complet d'espéranto) de SAT et 25 devinrent des mots officiellement reconnus. 
Quelques-unes de ses inventions ont été utilisés par les poètes espérantophones (par exemple l'utilisation de ĉi à la place de ĉi tiu, la transformation directe de noms ou d'adjectifs en verbes, l'utilisation de la terminaison -e pour utiliser les noms comme adverbes, etc.) . Il savait trouver les rimes avec aisance et maîtrisait parfaitement la technique de la versification.

### Adasismo
Antoni Grabowski identifie une pratique de Louis-Lazare Zamenhof consistant en la fabrication de rimes basées sur l’utilisation du même suffixe. Il nomme cette pratique adasismo et la condamne

## Œuvres

### Poèmes écrits en espéranto
- Tagiĝo
- Reveno de l'filo'
- Sur unu kordo
- El Parnaso de Popoloj -  recueil de poèmes

### Traductions
- (eo) Alexandre Pouchkine, La Neĝa Blovado [« La Tempête de neige »], 1888 (lire sur Wikisource)
- (eo) Johann Wolfgang von Goethe, La gefratoj [« Die Geschwister »], 1889 (lire sur Wikisource)

- (eo) Juliusz Słowacki, En Svisujo [« En Suisse »], 1904 (lire sur Wikisource)
- (eo) Stanisław Moniuszko et Włodzimierz Wolski, Halka, 1912 (lire sur Wikisource)
- (eo) Juliusz Słowacki, Mazepa, 1912
- (eo) Bolesław Prus, Pekoj de l’ infaneco [« Péchés d'enfance »], 1912 (lire sur Wikisource)
- (eo) Henryk Sienkiewicz, Ŝi, la tria [« Cette troisième ! »], 1913 (lire sur Wikisource)
- (eo) Adam Mickiewicz, Sinjoro Tadeo [« Messire Thadée »], 1918 (lire sur Wikisource)